# Alliance pour une Mauritanie démocratique
Die Alliance pour une Mauritanie démocratique (AMD, dt.: „Allianz für ein demokratisches Mauretanien“, en.: Alliance for a Democratic Mauritania) war eine geheime Oppositionsbewegung in Mauretanien.
Die AMD bildete sich im Mai 1980 um den ehemaligen Präsident Moktar Ould Daddah, nachdem dieser nach dem Staatsstreich in Mauretanien 1978 ins Exil nach Paris, Frankreich, gegangen war. Ein weiterer Anführer war der frühere Militärführer Colonel Mustafa Ould Salek.
Die Oppositionsbewegung forderte eine Mehrparteiendemokratie in Mauretanien, obwohl das herrschende Comité militaire de salut national entgegnete, dass Ould Daddah in Wirklichkeit einem Einparteienstaat vorgestanden habe und Ould Salek einer Junta. Die Bewegung genoss die Unterstützung Marokkos und der promarokkanischen Staaten der Golfregion und durfte sich zumindest in Frankreich organisieren. Die Gründung der AMD erfolgte im Kontext des Westsaharakonflikts, welchen Ould Daddah (und in geringerem Maße Ould Salek) im Bündnis mit Marokko geführt hatte, aus dem sich der gegenwärtige Führer, Oberst Mohamed Khouna Ould Haidalla, jedoch zurückgezogen hatte.
Am 18. März 1981 organisierte die AMD einen eigenen Staatsstreich gegen Heidallahs CMSN-Junta, welcher jedoch scheiterte. Einige der Verantwortlichen in Mauretanien wurden verhaftet und anschließend hingerichtet.
Dies veranlasste Heidallah, engere Beziehungen zur Frente Polisario in der Westsahara sowie zu Algerien, deren Unterstützer und dem Hauptrivalen Marokkos in der Region, anzustreben.